# Garzaia di Cascina Villarasca
Garzaia di Cascina Villarasca este o arie protejată (arie specială de conservare — SAC, sit de importanță comunitară — SCI, arie de protecție specială avifaunistică — SPA) din Italia întinsă pe o suprafață de 53 ha, integral pe uscat.

## Localizare
Centrul sitului Garzaia di Cascina Villarasca este situat la coordonatele 45°18′00″N 9°06′16″E / 45.3°N 9.104444°E.

## Înființare
Situl Garzaia di Cascina Villarasca a fost declarat sit de importanță comunitară în iulie 2006 pentru a proteja 88 de specii de animale. Alte tipuri de protecție:
- arie de protecție specială avifaunistică (în martie 2007)[2]
- arie specială de conservare (în iulie 2016)[1][3][4]

## Biodiversitate
Situată în ecoregiunea continentală, aria protejată conține 3 habitate naturale: Lacuri eutrofice naturale cu vegetație de tip Magnopotamion sau Hydrocharition, Păduri aluvionare cu Alnus glutinosa și Fraxinus excelsior (Alno-Padion, Alnion incanae, Salicion albae), Păduri mixte riverane de Quercus robur, Ulmus laevis și Ulmus minor, Fraxinus excelsior sau Fraxinus angustifolia, de-a lungul marilor râuri (Ulmenion minoris).
La baza desemnării sitului se află mai multe specii protejate:
- păsări (84): lăcar-de-mlaștină (Acrocephalus palustris), pițigoi codat (Aegithalos caudatus), pescăruș albastru (Alcedo atthis), rață pitică (Anas crecca), rață mare (Anas platyrhynchos), fâsă de luncă (Anthus pratensis), fâsă de pădure (Anthus spinoletta), egretă mare (Ardea alba), stârc cenușiu (Ardea cinerea), stârc galben (Ardeola ralloides), ciuf-de-pădure (Asio otus), Bubulcus ibis, șorecarul comun (Buteo buteo), bătăuș (Calidris pugnax), sticlete (Carduelis carduelis), Cettia cetti, florinte (Chloris chloris), barză albă (Ciconia ciconia), erete de stuf (Circus aeruginosus), acvilă țipătoare (Clanga clanga), porumbel gulerat (Columba palumbus), cioară neagră (Corvus corone), cuc (Cuculus canorus), pițigoi albastru (Cyanistes caeruleus), lăstun de casă (Delichon urbicum), ciocănitoare pestriță mare (Dendrocopos major), egretă mică (Egretta garzetta), presură de stuf (Emberiza schoeniclus), șoim de iarnă (Falco columbarius), șoim călător (Falco peregrinus), șoimul rândunelelor (Falco subbuteo), vânturel roșu (Falco tinnunculus), cinteză (Fringilla coelebs), lișiță (Fulica atra), becațină comună (Gallinago gallinago), găinușă de baltă (Gallinula chloropus), gaiță (Garrulus glandarius), piciorong (Himantopus himantopus), Hippolais polyglotta, stârc pitic (Ixobrychus minutus), sfrâncioc roșiatic (Lanius collurio), sfrâncioc mare (Lanius excubitor), privighetoare (Luscinia megarhynchos), becațină mică (Lymnocryptes minimus), gaia neagră (Milvus migrans), gaia roșie (Milvus milvus), codobatură de munte (Motacilla cinerea), stârc de noapte (Nycticorax nycticorax), pietrar sur (Oenanthe oenanthe), grangur (Oriolus oriolus), pițigoi mare (Parus major), vrabie de câmp (Passer montanus), viespar (Pernis apivorus), fazan (Phasianus colchicus), codroșul de pădure (Phoenicurus phoenicurus), pitulice de munte (Phylloscopus collybita), pitulice sfârâitoare (Phylloscopus sibilatrix), pitulice-fluierătoare (Phylloscopus trochilus), coțofană (Pica pica), ciocănitoarea verde (Picus viridis), lopătar (Platalea leucorodia), țigănuș (Plegadis falcinellus), pițigoi sur (Poecile palustris), cristei de baltă (Rallus aquaticus), aușel sprâncenat (Regulus ignicapilla), aușel cu cap galben (Regulus regulus), mărăcinar (Saxicola rubetra), sitar de pădure (Scolopax rusticola), cănăraș (Serinus serinus), Spatula clypeata, rață cârâitoare (Spatula querquedula), scatiu (Spinus spinus), guguștiuc (Streptopelia decaocto), turturică (Streptopelia turtur), huhurez mic (Strix aluco), graur (Sturnus vulgaris), silvie cu cap negru (Sylvia atricapilla), silvie de câmp (Sylvia communis), fluierar de mlaștină (Tringa glareola), sturzul viilor (Turdus iliacus), mierlă (Turdus merula), sturz-cântător (Turdus philomelos), sturz (Turdus pilaris), nagâț (Vanellus vanellus)
- amfibieni (1): Triturus carnifex
- nevertebrate (1): fluturele purpuriu (Lycaena dispar)
- pești (2): Cobitis bilineata, Sabanejewia larvata

Pe lângă speciile protejate, pe teritoriul sitului au mai fost identificate 5 specii de plante, 2 specii de amfibieni, 12 specii de mamifere, 4 specii de reptile.